# كريستيان رينالدو
كريستيان خيسوس رينالدو غوميز (من مواليد 16 سبتمبر 1978) هو مدرب كرة قدم بوليفي ولاعب سابق لعب كمهاجم. وهو المدير الحالي لجامعة ديل بيني.

## الإشارات
1. ↑  كريستيان رينالدو في موقع كرة القدم العالمية.نت